# Ekoparken
Ekoparken eller Nationalstadsparken i Stockholm, Lidingö og Solna består af Skeppsholmen, Kastellholmen, Fjäderholmarna, dele af Norra Djurgården, dele af  Ladugårdsgärdet, Djurgården, Ulriksdal, Haga og Brunnsviken. Ekoparken blev udpeget  til verdens første bynationalpark i 1995, og rummer et rigt plante og dyreliv. 

## Kungliga nationalstadsparken
Store dele af nationalparken administreres af Kungliga Djurgårdsförvaltningen. Det var for en stor del var på kong Carl 16. Gustav af Sveriges initiativ, at parken blev oprettet. Derfor bruger man også navnet Kungliga nationalstadsparken.  

## Dyre- og planteliv
Parken indeholder Nord-Europas største bestand af gamle ege, og er tilholdssted for den udrydningstruede Barbatula barbatula (en ferskvandsfisk i karpefamilien). 

## Beskyttet område
Samlet repræsenterer området på 27 km² en så stor kultur- og naturværdi, at Riksdagen har vedtaget at beskytte det mod fremtidig udbygning. Der er anlagt en 36 km lang cykelrute i området.

## Billeder
- Ulriksdals slot set fra Edsviken
- Karl 11.s fiskehytte
- Djurgårdsbrunnskanalen
- Bergianska trädgården

## Eksterne kilder og henvisninger
1. ↑  Lansstyrelsen.se – Länsstyrelsen i Stockholms län: Nationalstadsparken Arkiveret 1. juni 2012 hos  Wayback Machine (Besøgt 31. oktober 2012)

- Ekoparkens officielle websted Arkiveret 16. juni 2013 hos  Wayback Machine

59°22′0.14″N 18°4′40.81″Ø / 59.3667056°N 18.0780028°Ø